# Рубікон (футбольний клуб)
Футбольний клуб «Рубікон» — колишній український футбольний клуб з Києва, заснований 6 березня 2017 року. У сезонах 2020/21—2022/23 виступав у Другій лізі чемпіонату України. До 2020 року мав назву «Рубікон-Вишневе» та представляв місто Вишневе Київської області.
Домашні матчі приймав на стадіонах ОФК імені Івана Піддубного в Києві, «Княжа-Арена» в с. Щасливе Київської області, на Міському стадіоні у Вишневому, а також на київських стадіонах «Атлет» та «Темп».
Навесні 2023 року знявся зі змагань через відсутність інвесторів.